# Michałówka (struga)
Michałówka – ciek na terenie gminy Swarzędz, gminy Kórnik i częściowo w Poznaniu. Prawy dopływ Kopli.

## Przebieg
Źródło znajduje się na terenie gminy Swarzędz, wśród pól w okolicach wsi Rabowice. Początkowo ciek kieruje się na zachód w kierunku Zalasewa a następnie skręca na południowy zachód w kierunku Garbów, gdzie przecina drogę powiatową Swarzędz-Tulce (dawna droga wojewódzka 433). Następnie dochodzi do Wschodniego Klina Zieleni a potem kieruje się na południe przepływając pod autostradą A2 i w okolicach Jaryszek pod drogą ekspresową S11. Wkrótce potem tuż obok linii kolejowej nr 272 wpada do Kopli w Koninku.

## Przyroda
Dolina Michałówki stanowi fragment pierścienia zieleni Poznania, na zakończeniu wschodniego jej klina. Dominują tu łąki i bory z sosną zwyczajną. W warstwie krzewów rośnie m.in. czeremcha amerykańska, dereń świdwa, bez czarny, bez koralowy, a także (niżej) różne gatunki rodzaju jeżyna, np. malina właściwa oraz jeżyna popielica. Bogata jest flora mchów, a najpowszechniejszy jest rokietnik pospolity. Występują też zarośla olszowe. Wzdłuż samego cieku dominuje roślinność łąkowa, np. wiązówka błotna, ostrożeń błotny, ostrożeń warzywny, czy firletka poszarpana. W okolicy Spławia, jeszcze w latach 60. XX wieku rosły unikalne dla Polski storczyki (później nie znajdowane): kukawka, cuchnący, samczy i drobnokwiatowy.
W dolinie licznie występują jeże, lisy, sarny, wiewiórki, a także dziki. Sporadycznie dostrzegano tu łosie. Z ptaków bytują tu m.in.: skowronek, pliszka żółta, czajka, przepiórka i kuropatwa. Derkacze, krwawodzioby, kuliki wielkie i rycyki notowane są tylko z niektórych roczników. Gniazdują tu natomiast gąsiorki. Stwierdzono także występowanie bociana czarnego, jastrzębia zwyczajnego i myszołowa.
Stan czystości wód Michałówki nie został dotąd dokładnie zbadany, jednak określany jest jako zanieczyszczony. Wody cieku ulegają degradacji głównie na skutek działalności antropogenicznej (składowanie materiałów budowlanych, spływ zanieczyszczonych wód powierzchniowych z pól uprawnych, rozbudowa budownictwa jednorodzinnego). Projektowany jest zespół przyrodniczo – krajobrazowy „Dolina rzeki Michałówki” (warte zachowania są fragmenty naturalnego krajobrazu, cechujące się istotnymi walorami widokowymi i estetycznymi).